# 橋本正俊
橋本 正俊（はしもと まさとし、1942年または1943年 - ）は、日本の地方公務員。神奈川県出納長、同県信用保証協会理事長を歴任。瑞宝中綬章受章。

## 人物・経歴
神奈川県庁入庁、防災局長、2001年 (平成13年) 4月 同職を友井国勝と交代し伊藤仁の後任として出納長。2003年9月 松沢成文知事は議会と対立する副知事人事について任期の残る林英樹を退任させ、大木宏之元県警総務部長、尾高暉重理事、橋本の3人を任命する提案をしたが否決された。結果的に大木、尾高のみが副知事となり橋本は出納長に留まった。2005年3月 陳岡啓子と同職を交代し任期満了退任。
県庁退職後 神奈川県信用保証協会理事長。

## 栄典
2013年11月 秋の叙勲で地方自治功労により瑞宝中綬章受章